# Мисс США 2013
Мисс США 2013 (англ. Miss USA 2013) — 62-й конкурс красоты Мисс США, проводился в Planet Hollywood Theatre for the Performing Arts, Парадайс, Невада, 16 июня 2013 года. Победительница конкурса стала Эрин Брэди из штата Коннектикут.
Зрители могли интерактивно взаимодействовать с конкурсом через Twitter и Zeebox. Фанаты могли голосовать за их любимую участницу на сайте «Мисс США» с 15 мая по 15 июня. Джессика Биллингс, Мисс Пенссильвания, стала победительницей по итогу голосования, войдя в Топ 15. Александрия Ньюджент, Мисс Техас, стала победительницей по итогу голосования в социальной сети «Twitter» среди Топ 10, благодаря этому она вошла в Топ 6.

## Закулисье

### Выбор участниц
Каждая участница выбиралась между с июля 2012 по январь 2013 год. Первым штатом, в котором был проведён конкурс стал штат Флорида, 14 июля 2012 года. Последним конкурсом стал конкурс в Мэн и Неваде, 27 января 2013 года.
Бывшие участницы «Юная мисс США», две бывшие участницы «Мисс Америка» и две бывшие участницы «Выдающийся подросток Мисс Америки».

### Предварительный тур
Перед финальной трансляцией участницы приняли участие в предварительном туре, которое включало в себя интервью с жюри, презентационное шоу, а именно выход в купальных костюмах и вечерних платьях. Предварительный тур состоялся 12 июня 2013 года в 22:00 (восточноевропейское время), организованный Четом Бьюкененом и Наной Меривезер. Мероприятие транслировалось онлайн на официальном веб-сайте «Мисс США» по средством потового мультимедия.

### Финал
Во время финального выхода, Топ 15 участниц выходили в купальных костюмах, Топ 10 выходили в вечерних платьях, а Топ 6 участниц отвечали на вопросы жюри. Шестая участница была определена голосованием в социальной сети «Twitter».

## Результаты
| Финальный результат | Участницы |
| ------------------- | --- |
| Мисс США 2013       | - Коннектикут — Эрин Брэди |
| 1-я Вице Мисс       | - Алабама — Мэри-Маргарет МакКорд |
| 2-я Вице Мисс       | - Иллинойс — Стейси Юрис |
| 3-я Вице Мисс       | - Юта — Марисса Пауэлл |
| 4-я Вице Мисс       | - Техас — Александрия Ньюджент § |
| 5-я Вице Мисс       | - Южная Каролина — Меган Пинкни |
| Топ 10              | - Луизиана — Кристен Жиро - Невада — Челси Кэсвелл - Огайо — Кристин Смит - Северная Каролина — Эшли Лав-Миллс                                                |
| Топ 15              | - Калифорния — Мабелинн Капелудж - Мэриленд — Кейси Станишевски - Массачусетс — Сара Кидд - Пенсильвания — Джессика Биллингс - Западная Виргиния — Челси Уэлч |

 Вошла в Топ 15 по средству Интернет голосованию.

§ Вошла в Топ 6 по средству социальной сети Twitter.

### Специальные награды
| Награда              | Участница                  |
| -------------------- | -------------------------- |
| Мисс Конгениальность | - Орегон – Габриэль Нейлан |
| Мисс Фотогеничность  | - Юта – Марисса Пауэлл     |

### Порядок объявлений
| 1. Техас 2. Огайо 3. Луизиана 4. Южная Каролина 5. Пенсильвания 6. Алабама 7. Массачусетс 8. Калифорния 9. Северная Каролина 10. Западная Виргиния 11. Мэриленд 12. Иллинойс 13. Невада 14. Коннектикут 15. Юта | 1. Коннектикут 2. Южная Каролина 3. Огайо 4. Техас 5. Иллинойс 6. Невада 7. Луизиана 8. Юта 9. Алабама 10. Северная Каролина | 1. Юта 2. Алабама 3. Иллинойс 4. Южная Каролина 5. Коннектикут 6. Техас |  |

## Участницы
Список из 51 участницы.
| Штат                       | Участница             | Родной город     | Возраст | Рост  | Место                | Примечание                                                                         |
| -------------------------- | --------------------- | ---------------- | ------- | ----- | -------------------- | ---------------------------------------------------------------------------------- |
| Алабама                    | Мэри Маргарет МакКорд | Гадсден          | 23      | 5'7"  | 1-я Вице мисс        |                                                                                    |
| Аляска                     | Мелисса МакКинни      | Анкоридж         | 26      | 5'11" |                      |                                                                                    |
| Аризона                    | Рэйчел Мэсси          | Глендейл         | 20      | 5'6"  |                      |                                                                                    |
| Арканзас                   | Ханна Биллингсли      | Франклин         | 22      | 5'7"  |                      |                                                                                    |
| Калифорния                 | Мабелинн Капелудж     | Сан-Диего        | 21      | 5'8"  |                      |                                                                                    |
| Колорадо                   | Аманда Вили           | Литлтон          | 26      | 5'10" | Топ 15               | Позже участвовала в «Nuestra Belleza Latina 2015»                                  |
| Коннектикут                | Эрин Брэди            | Ист-Хамптон      | 26      | 5'7"  | Мисс США 2013        | Вошла в Топ 10 на «Мисс Вселенная 2013»                                            |
| Делавэр                    | Рэйчел Байокко        | Бэар             | 22      | 5'6"  |                      |                                                                                    |
| Вашингтон (округ Колумбия) | Джессика Фрит         | Вашингтон        | 26      | 5'6"  |                      |                                                                                    |
| Флорида                    | Мишель Агирре         | Хайалиа          | 20      | 5'7"  |                      |                                                                                    |
| Джорджия                   | Бриттани Шарп         | Розуэлл          | 22      | 5'10" |                      | В прошлом «Юная мисс Джорджия 2006»                                                |
| Гавайи                     | Брианна Акоста        | Уэйэлуа          | 21      | 5'10" |                      |                                                                                    |
| Айдахо                     | Марисса Викленд       | Бойсе            | 21      | 5'6"  |                      | В прошлом «Юная мисс Айдахо 2009»                                                  |
| Иллинойс                   | Стейси Юрис           | Чикаго           | 22      | 5'7"  | 2-я Вице мисс        | В прошлом «Юная мисс Иллинойс 2009»                                                |
| Индиана                    | Эмили Харт            | Форт-Уэйн        | 26      | 5'9"  |                      |                                                                                    |
| Айова                      | Ришель Орр            | Хамптон          | 21      | 5'3"  |                      | В прошлом «Юная мисс Айова 2011»                                                   |
| Канзас                     | Стейси Клингинсмит    | Ленекса          | 26      | 5'8"  |                      |                                                                                    |
| Кентукки                   | Элли Леггетт          | Мак-Крири        | 19      | 5'7"  |                      |                                                                                    |
| Луизиана                   | Кристен Жиро          | Новый Орлеан     | 22      | 5'8"  | Топ 10               |                                                                                    |
| Мэн                        | Али Клер              | Сауз Чайна       | 24      | 5'9"  |                      |                                                                                    |
| Мэриленд                   | Кейси Станишевски     | Аннаполис        | 22      | 5'9"  | Топ 15               | В прошлом «Выдающийся подросток Мэриленд 2007» В прошлом «Юная мисс Мэриленд 2009» |
| Массачусетс                | Сара Кидд             | Леминстер        | 20      | 5'8"  | Топ 15               |                                                                                    |
| Мичиган                    | Жаклин Шульц          | Виандот          | 24      | 6'0"  |                      | Позже участница «Последний герой: San Juan del Sur»                                |
| Миннесота                  | Даниэль Хупер         | Инвер-Гров-Хайтс | 21      | 5'9"  |                      |                                                                                    |
| Миссисипи                  | Паромита Митра        | Хаттисберг       | 22      | 5'3"  |                      | В прошлом «Юная мисс Миссисипи 2009»                                               |
| Миссури                    | Элли Холтман          | Монтгомери-сити  | 21      | 5'11" |                      |                                                                                    |
| Монтана                    | Кейси Уэст            | Калиспелл        | 24      | 5'8"  |                      | В прошлом «Мисс Монтана 2010»                                                      |
| Небраска                   | Элли Лоренцен         | Омаха            | 23      | 5'7"  |                      |                                                                                    |
| Невада                     | Челси Кэсвелл         | Саммерлин        | 23      | 5'8"  | Топ 10               |                                                                                    |
| Нью-Гэмпшир                | Эмбер Фаучер          | Пелхэм           | 22      | 5'6"  |                      | В прошлом «Юная мисс Нью-Гэмпшир 2009»                                             |
| Нью-Джерси                 | Либел Дюран           | Кисби            | 23      | 5'8"  |                      |                                                                                    |
| Нью-Мексико                | Кэтлин Дэнзер         | Рио-Ранчо        | 24      | 5'8"  |                      |                                                                                    |
| Нью-Йорк                   | Джоанн Носучински     | Адская кухня     | 24      | 5'7"  |                      |                                                                                    |
| Северная Каролина          | Эшли Лав-Миллс        | Роли             | 24      | 5'9"  | Топ 10               |                                                                                    |
| Северная Дакота            | Стефани Эриксон       | Фарго            | 23      | 5'9"  |                      |                                                                                    |
| Огайо                      | Кристин Смит          | Дейтон           | 22      | 5'8"  | Топ 10               |                                                                                    |
| Оклахома                   | Макензи Муз           | Юкон             | 21      | 5'8"  |                      |                                                                                    |
| Орегон                     | Габриэль Нейлан       | Грешем           | 23      | 5'5"  | Мисс Конгениальность |                                                                                    |
| Пенсильвания               | Джессика Биллингс     | Филадельфия      | 26      | 5'9"  | Топ 15               | Вошла в Топ 15 полуфиналисток по средствам онлайн голосования                      |
| Род-Айленд                 | Бриттани Стенович     | Кранстон         | 19      | 5'6"  |                      |                                                                                    |
| Южная Каролина             | Меган Пинкни          | Норт-Чарлстон    | 22      | 5'8"  | 5-я Вице мисс        | В прошлом «Юная мисс Южная Каролина 2010»                                          |
| Южная Дакота               | Джессика Альберс      | Янктон           | 27      | 5'10" |                      |                                                                                    |
| Теннесси                   | Бренна Мадер          | Нашвилл          | 26      | 5'9"  |                      | В прошлом «Юная мисс Вайоминг 2005»                                                |
| Техас                      | Али Нугент            | Даллас           | 20      | 5'9"  | 4-я Вице мисс        | Вошла в Топ 6 финалистов через социальную сеть Twitter                             |
| Юта                        | Марисса Пауэлл        | Солт-Лейк-Сити   | 21      | 5'8"  | 3-я Вице мисс        | Мисс Фотогеничность                                                                |
| Вермонт                    | Сара Вестбрук         | Берлингтон       | 25      | 5'7"  |                      |                                                                                    |
| Виргиния                   | Шеннон Макэналли      | Арлингтон        | 25      | 5'5"  |                      |                                                                                    |
| Вашингтон                  | Кассандра Сирлз       | Редмонд          | 24      | 5'7"  |                      |                                                                                    |
| Западная Виргиния          | Челси Уэлч            | Уэст-Юнион       | 22      | 5'10" | Топ 15               | В прошлом «Юная мисс Западная Виргиния 2007»                                       |
| Висконсин                  | Крисси Замора         | Милуоки          | 26      | 5'8"  |                      |                                                                                    |
| Вайоминг                   | Кортни Гиффорд        | Шеридан          | 24      | 5'7"  |                      | В прошлом «Выдающийся подросток Вайоминг 2005» В прошлом «Мисс Вайоминг 2008»      |

## Судьи
Предварительные судьи:
- Андреа Кальварусо
- Фред Нельсон
- Кристин Бём
- Кристин Проути
- Линн Диаманте
- Ник Лайт
- Роб Голдстоун

Судьи телетрансляции:
- Боб Харпер[англ.] — тренер и звезда «The Biggest Loser»
- Бетси Джонсон[англ.] — модельер
- НеНе Ликс[англ.] — звезда реалити-шоу, актриса
- Уэнди Мэлик — звезда «Красотки в Кливленде»
- Джессика Робертсон — звезда реалити-шоу «Утиная династия[англ.]»
- Ларри Фицджералд[англ.] — ресивер команды «Аризона Кардиналс»
- Николь Стефани Гарсия-Коласе — рестлер «Женщина в WWE[англ.]»
- Мо Рокка[англ.] — политический сатирик на ТВ/радио/блог

## Фоновая музыка
- Открытие показа мод – «Don't Stop the Party[англ.]», Pitbull с участием TJR (DJ)[англ.] и «thatPower[англ.]», will.i.am с участием Джастин Бибер (фоновая музыка)
- Выход в купальных костюмах – «Pom Poms[англ.]», «Neon» и «First Time[англ.]», Jonas Brothers (Живое выступление)
- Evening Gown Competition – «Sweet Nothing» (Extended Version), Кельвин Харрис с участием Флоренс Уэлч
- Топ 6 финальных образов – «Back to Love[англ.]», Pauly D[англ.] (Живое выступление)

## Международное вещание

### Интернет
- Канада: Xbox Live
- Европейский союз: Xbox Live
- США: NBC.com, Xbox Live
- Worldwide: Ustream

### Телевидение
- Азиатско-Тихоокеанский регион: STAR World[англ.]
- Индонезия: Indosiar[англ.], MNC International[англ.]
- Филиппины: ABS-CBN, The Filipino Channel[англ.]
- США: NBC
- Венесуэла: Venevision

### Комментарии
1. ↑  Возраст на момент участия